# Ophion nigrovarius
Ophion nigrovarius är en stekelart som beskrevs av Léon Abel Provancher 1874. Ophion nigrovarius ingår i släktet Ophion och familjen brokparasitsteklar. Inga underarter finns listade i Catalogue of Life.